# Mulkuanjärvi
Mulkuanjärvi är en sjö i Finland. Den ligger i kommunen Siikalatva i landskapet Norra Österbotten, i den centrala delen av landet, 500 km norr om huvudstaden Helsingfors. Mulkuanjärvi ligger 111,4 meter över havet. Arean är 66,3 hektar och strandlinjen är 7,99 kilometer lång. Sjön  ingår i Siikajokis huvudavrinningsområde.   I omgivningarna runt Mulkuanjärvi växer i huvudsak blandskog.